# Kedah Open 2011
Die Kedah Open 2011 im Badminton fanden vom 13. bis zum 16. Juli 2011 in Alor Setar in Kedah, Malaysia statt.

## Sieger und Platzierte
| Disziplin    | Gold                          | Silber                          | Bronze                               |
| ------------ | ----------------------------- | ------------------------------- | ------------------------------------ |
| Herreneinzel | Arif Abdul Latif              | Chan Kwong Beng                 | Lee Chong Wei                        |
| Herreneinzel | Arif Abdul Latif              | Chan Kwong Beng                 | Tan Chun Seang                       |
| Dameneinzel  | Lydia Cheah Li Ya             | Sonia Cheah Su Ya               | Tee Jing Yi                          |
| Dameneinzel  | Lydia Cheah Li Ya             | Sonia Cheah Su Ya               | Julia Wong Pei Xian                  |
| Herrendoppel | Hoon Thien How Tan Boon Heong | Koo Kien Keat Zakry Abdul Latif | Goh V Shem Lim Khim Wah              |
| Herrendoppel | Hoon Thien How Tan Boon Heong | Koo Kien Keat Zakry Abdul Latif | Fairuzizuan Tazari Ong Soon Hock     |
| Damendoppel  | Chin Eei Hui Goh Liu Ying     | Vivian Hoo Kah Mun Woon Khe Wei | Ng Hui Ern Ng Hui Lin                |
| Damendoppel  | Chin Eei Hui Goh Liu Ying     | Vivian Hoo Kah Mun Woon Khe Wei | Lai Pei Jing Marylen Ng Poau Leng    |
| Mixed        | Fairuzizuan Tazari Ng Hui Lin | Tan Wee Kiong Woon Khe Wei      | Mak Hee Chun Lim Yin Loo             |
| Mixed        | Fairuzizuan Tazari Ng Hui Lin | Tan Wee Kiong Woon Khe Wei      | Zakry Abdul Latif Vivian Hoo Kah Mun |